# Емил Венант
Емил Венант (фр. Émile Veinante; Мец, 12. јуна 1907 — Сома, 18. новембра 1983) био је француски фудбалер и тренер. Као нападач, представљао је Мец и ФК Париз на клупском нивоу постигавши 14 голова у 24 наступа са репрезентацијом Француске. Са Едмондом Делфоуром и Етијеном Матлеом, он је један од три француска играча који су учествовали на прва три светска првенства у фудбалу  ( 1930, 1934 и 1938 )

## Клупска каријера
Венант је рођен у Мецу. Првенствено нападач, започео је клупску каријеру 1916. године са омладинским тимом у ФК Мец, који је у то време (пред крај Првог светског рата) још увек био у немачком клупском првенству. У ФК Мец је остао до 1929, када је прешао у Расинг из Париза и ту је играо у француској првој лиги од 1929–1940. Са тим истим клубоом је 1936. освојио дуплу круну, освојивши државно првенство и титулу у купу. Те године је проглашен за француског играча године. Пензионисао се из професионалног клупског фудбала 1940.

## Репрезентација
Између фебруара 1929. и јануара 1940. Венант је одиграо 24 међународне утакмице за француску репрезентацију, постигавши 14 голова. Појавио се на светским првенствима 1930. и 1938. године, а као резерва 1934. године. 1938. против Белгије постиже гол у првом минуту игре.

## Тренерска каријера
1940. Венант је постао менаџер ФК Расинг из Париза све до 1943. Такође је руководио ФК Стразбур од 1945. до 1947. и 1948–49, ФК Ница 1949–50, ФК Мец 1950–51, ФК Нант од 1951 до 1955, и ФК Стразбур поново 1960–61.